# Język kaszubski
Język kaszubski, dialekt kaszubski (kaszub. kaszëbsczi jãzëk, kaszëbskô mòwa, pòmòrsczi jãzëk, kaszëbskò-słowińskô mòwa) – mowa zachodniosłowiańska i lechicka o spornym statusie – w zależności od przyjętych kryteriów uznawana za odrębny język lub dialekt języka polskiego. Często przyjmowane jest stanowisko pośrednie, unika się określania jej jako „język” lub „dialekt” albo określa się ją jako etnolekt. Z prawnego punktu widzenia kaszubszczyzna jest w Polsce językiem regionalnym. Kaszubszczyzną posługuje się w Polsce na co dzień 87,6 tys. Kaszubów. Jest jedyną pozostałością słowiańskich dialektów pomorskich. Etnolekt ten należy do grupy języków lechickich; jego centralna odmiana jest bliska polszczyźnie standardowej, z wpływami języka dolnoniemieckiego oraz wymarłych połabskiego i pruskiego.
Najstarsze teksty zawierające zapisy kaszubskie pochodzą z 1402 r., przy czym są to teksty polskojęzyczne zawierające kaszubizmy, a nie teksty zapisane w całości po kaszubsku. Za najstarsze druki kaszubskie uważane są Duchowne piesnie Dra Marcina Luthera i inszich naboznich męzow Szymona Krofeya z roku 1586, jak i z roku 1643 Michała Pontanusa Mały Catechism Niemiecko Wándalski abo Slowięski. Używana obecnie forma pisana etnolektu kaszubskiego jest ewolucją zaproponowanej w 1879 roku przez Floriana Ceynowę w wydanej w 1879 roku w Poznaniu Zarés do Grammatikj Kašébsko-Słovjnskjè Mòvé.
Etnolekt kaszubski istnieje zarówno w postaci odmian o niskim prestiżu, właściwych dla obszarów wiejskich, jak i w formie języka standardowego, wykorzystywanego w edukacji szkolnej. Kodyfikacja kaszubskiej normy literackiej została ukończona na początku XXI wieku.

## Status kaszubszczyzny

### Kontrowersje klasyfikacyjne

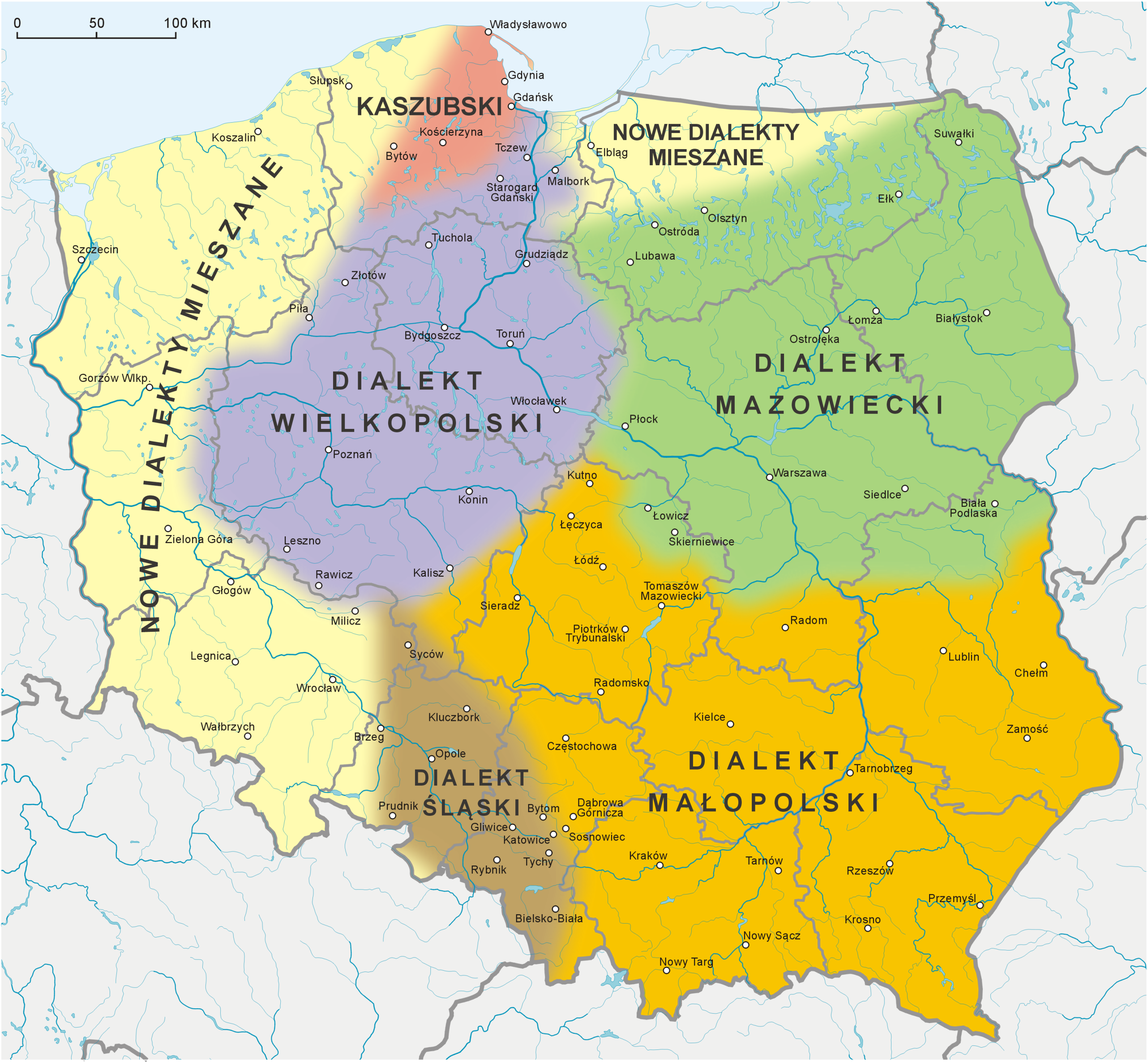
Kaszubszczyzna na mapie dialektów polskich według Stanisława Urbańczyka

Status mowy kaszubskiej nie doczekał się bezspornego konsensu. Często jest ona traktowana jako jeden z dialektów języka polskiego, od XIX w. pojawiają się jednak poglądy, że etnolekt ten, podobnie jak macierzysty wobec niego zespół dialektów pomorskich, wykazuje wystarczającą odrębność dla uznania go za samodzielny język. W różnych okresach przeważa jedno z tych podejść, gdyż dużą rolę w uznaniu danego etnolektu za język lub dialekt odgrywają często czynniki pozajęzykoznawcze, takie jak poczucie odrębności kulturowej lub etnicznej użytkowników. Ponadto sami językoznawcy mogą przyjmować różne kryteria i ulegać różnym tendencjom, gdyż kwestia rozdzielenia pokrewnych języków, zarówno sąsiadujących geograficznie, jak i czasowo, jest umowna.
W XX w. w polskim językoznawstwie przeważał pogląd o przynależności kaszubszczyzny do języka polskiego w randze dialektu. Obecnie w specjalistycznych pracach językoznawczych kaszubszczyzna traktowana jest zwykle jako język odrębny od polszczyzny. Często ma to miejsce w pracach fonologicznych, dotyczących palatalizacji w językach słowiańskich (m.in. rosyjskim, słowackim, polskim i kaszubskim).
Współcześnie etnolekt kaszubski również w przeglądowych pracach dotyczących charakterystyki językowej jest zwykle traktowany jako odrębny język słowiański, czasem z zastrzeżeniem, że według niektórych badaczy stanowi dialekt polskiego. Tak jest przedstawiony m.in. w publikacjach encyklopedycznych The Slavonic languages oraz Encyclopedia of the languages of Europe, podczas gdy w pracy The Slavic languages status kaszubszczyzny określono jako pośredni między odrębnym językiem a polskim dialektem, poświęcając jej jednak odrębne sekcje.
Sytuacja mowy kaszubskiej i języka polskiego bywa porównywana do sytuacji języka białoruskiego i rosyjskiego w XX w. lub języka dolnoniemieckiego i wysokoniemieckiego. Czeski językoznawca Vít Dovalil podaje kaszubszczyznę jako przykład języka pozornie dialektyzowanego (z powodów ideologicznych), stawiając jej sytuację na równi z relacją między językami regionalnymi Francji a językiem francuskim oraz językiem sardyńskim a włoskim. Według jednej z propozycji kaszubski był niegdyś odrębnym językiem, ale w toku swego rozwoju uległ na tyle silnym wpływom polszczyzny, że z perspektywy synchronicznej można go rozpatrywać jako dialekt języka polskiego. Silne zmiany pod wpływem kontaktu językowego bywają trudne do ujęcia w ramy tradycyjnej klasyfikacji genetycznej.
Wśród polskich językoznawców spór nadal nie jest rozstrzygnięty, choć pogląd o odrębności kaszubszczyzny jako języka zyskuje coraz większą popularność, również w związku z rozwojem kaszubskiej normy literackiej, niezależnej od języka ogólnopolskiego. Procesy standaryzacji językowej, obecność odrębnych tradycji piśmiennictwa i norm ortografii oraz istnienie słowników i opracowań gramatycznych nie pozostają bowiem bez wpływu na postrzeganie przynależności zespołów dialektalnych oraz wyznaczanie granic między językami (zob. Abstand- i Ausbausprachen).

### Status prawny
Status prawny etnolektu kaszubskiego w Polsce reguluje ustawa z dnia 6 stycznia 2005 r. o mniejszościach narodowych i etnicznych oraz o języku regionalnym, definiując go jako język regionalny. Zgodnie z nią istnieje możliwość używania przed organami gminy, obok języka polskiego, kaszubszczyzny jako języka pomocniczego – pierwsza dokonała tego położona w powiecie bytowskim gmina Parchowo.
1 czerwca 2009 r. zaczęła w Polsce obowiązywać Europejska karta języków regionalnych lub mniejszościowych – jest to istotne dla statusu języka kaszubskiego. Język regionalny używany jest w kilku powiatach województwa pomorskiego.
W roku 2003 przydzielono językowi kaszubskiemu trzyliterowy międzynarodowy kod CSB według normy ISO 639-2.
Według przyjętej w czerwcu 2015 roku ustawy o języku regionalnym, kaszubski miał otrzymać taki status i w planach było pozwolenie na używanie go w urzędach nie tylko gminnych ale też powiatowych. Prezydent RP Andrzej Duda zawetował jednak ustawę 27 października 2015 roku i nie weszła ona w życie.

### Język kaszubski w edukacji
Obecnie w Polsce istnieje ok. 400 szkół, w których dzieci uczą się kaszubskiego (blisko 16 tys. osób w roku szkolnym 2012–2013). Od 2005 roku istnieje możliwość zdawania z niego egzaminu maturalnego. W języku kaszubskim wydawane są książki i czasopisma, emitowane są regionalne programy radiowe i telewizyjne. W języku kaszubskim jest też odprawiana liturgia słowa w kościołach.
Na Uniwersytecie Gdańskim w Instytucie Filologii Polskiej od 2009 roku na kierunku filologia polska prowadzona jest specjalność nauczycielska – nauczanie języka polskiego i wiedzy o języku i kulturze kaszubskiej (kaszubistyka). Kaszubistyka jest też jedną ze specjalizacji specjalności neofilologicznych (anglistyki i germanistyki) w ośrodku zamiejscowym łódzkiej Akademii Humanistyczno-Ekonomicznej w Kartuzach. Prowadzenie tego typu studiów jest wypełnieniem artykułu 8. obowiązującej w Polsce Europejskiej karty języków regionalnych i mniejszościowych dotyczącym możliwości nauki języków regionalnych na wszystkich poziomach – od przedszkolnego do uniwersyteckiego. Od 2014 roku na Uniwersytecie Gdańskim funkcjonuje odrębny kierunek: Etnofilologia kaszubska, całkowicie poświęcony kulturze kaszubskiej.

## Pismo
Do zapisów tekstów w mowie kaszubskiej początkowo używano alfabetu ogólnopolskiego (np. Hieronim Derdowski), jednak nie oddawał on w pełni cech fonetycznych kaszubszczyzny. Florian Ceynowa, badacz kaszubskiej kultury, tworząc unikatowy alfabet, rozwiązał problemy pojawiające się w trakcie przenoszenia mowy kaszubskiej na papier.

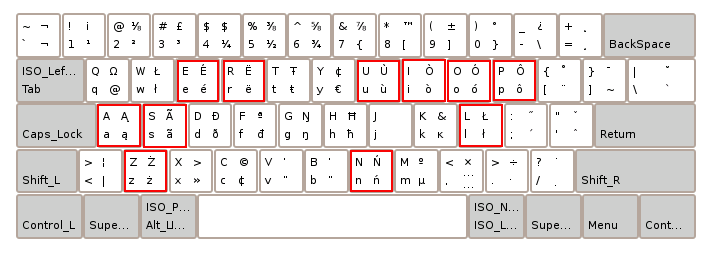
Kaszubska klawiatura

Alfabet kaszubski zawiera następujące litery:
| Aa | Ąą | Ãã | Bb | Cc | Dd | Ee | Éé | Ëë | Ff |
| Gg | Hh | Ii | Jj | Kk | Ll | Łł | Mm | Nn | Ńń |
| Oo | Òò | Óó | Ôô | Pp | Rr | Ss | Tt | Uu | Ùù |
| Ww | Yy | Zz | Żż |    |    |    |    |    |    |

w tym niewystępujące w alfabecie polskim:
- ã – nosowe „a” (IPA: [ã]) (tzw. a z blewiązką)
- é – dźwięk pomiędzy „e” a „i” (francuskie E) (IPA: [e], [ej]) (tzw. e ze striszkã)
- ë – między „e” i „a” (IPA: [ə]) (tzw. „szwa”)
- ò – „u̯e” (IPA: [wɛ]) (tzw. labializacja)
- ô – w zależności od gwary tożsame z „o” lub bardziej pochylone w kierunku „e” (IPA: [ɞ] lub [ɔ]) (tzw. o z dakã)
- ù – „u̯u” (IPA: [wu]).

Występują również dwuznaki ch, cz, dz, dż, rz i sz, odpowiadające podobnym głoskom, jak w standardowej polszczyźnie. Spółgłoski, które w wielu gwarach polskich ulegają mazurzeniu, w kaszubszczyźnie częściowo upodabniają się do ć, dź, ś, ź, które w swoim pełnym kształcie w etnolekcie tym nie pojawiają się.

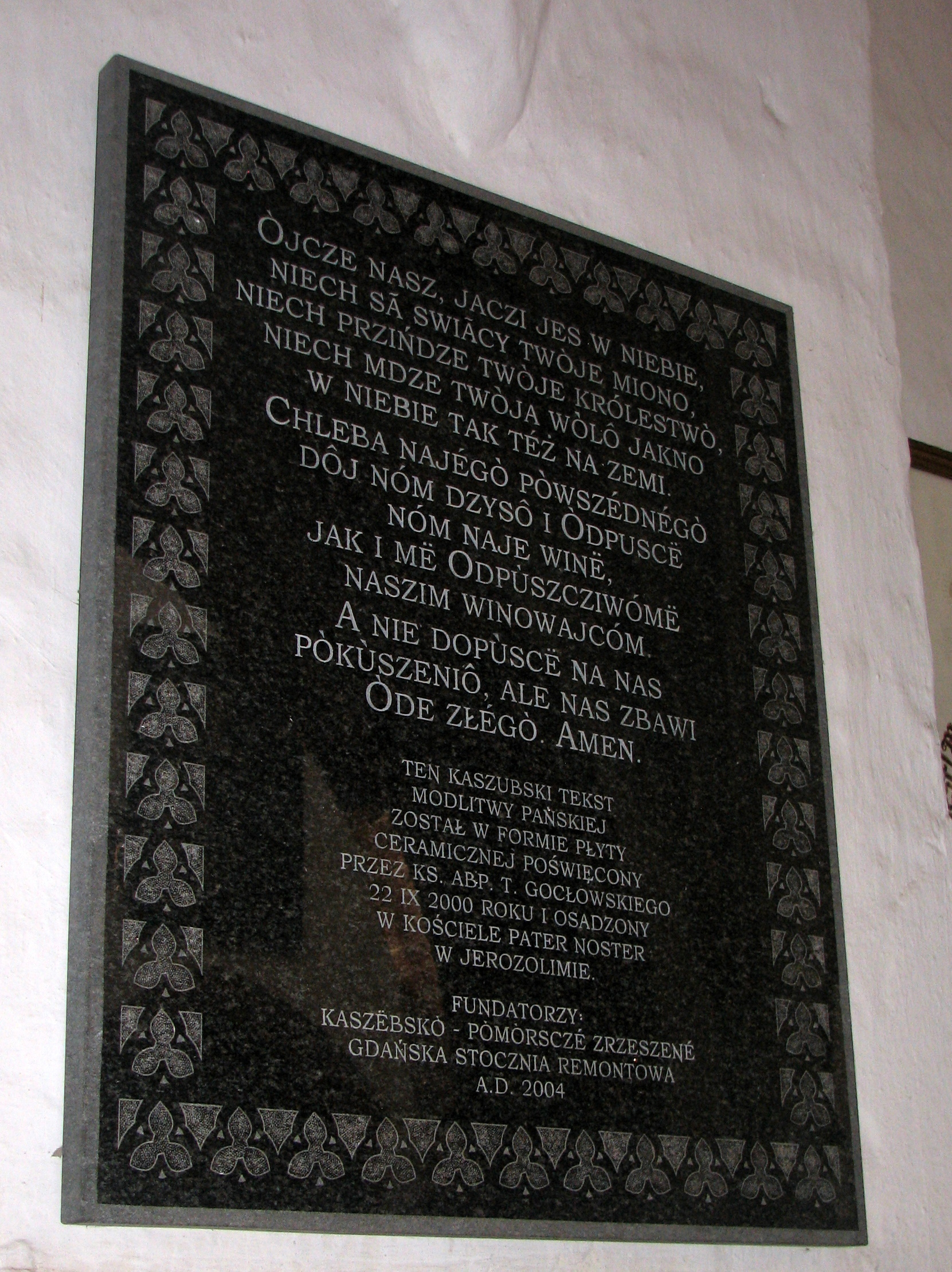
Płyta z modlitwą Ojcze Nasz w języku kaszubskim (Archikatedra w Oliwie)

### Przykład (Ojcze nasz)
Òjcze nasz, jaczi jes w niebie,

niech sã swiãcy Twòje miono,

niech przińdze Twòje królestwò,

niech mdze Twòja wòlô

jakno w niebie tak téż na zemi.

Chleba najégò pòwszednégò dôj nóm dzysô

i òdpùscë nóm naje winë,

jak i më òdpùszcziwómë naszim winowajcóm.

A nie dopùscë na nas pòkùszeniô,

ale nas zbawi òde złégò. Amen

### Zabytki piśmiennictwa kaszubskiego (pomorskiego)

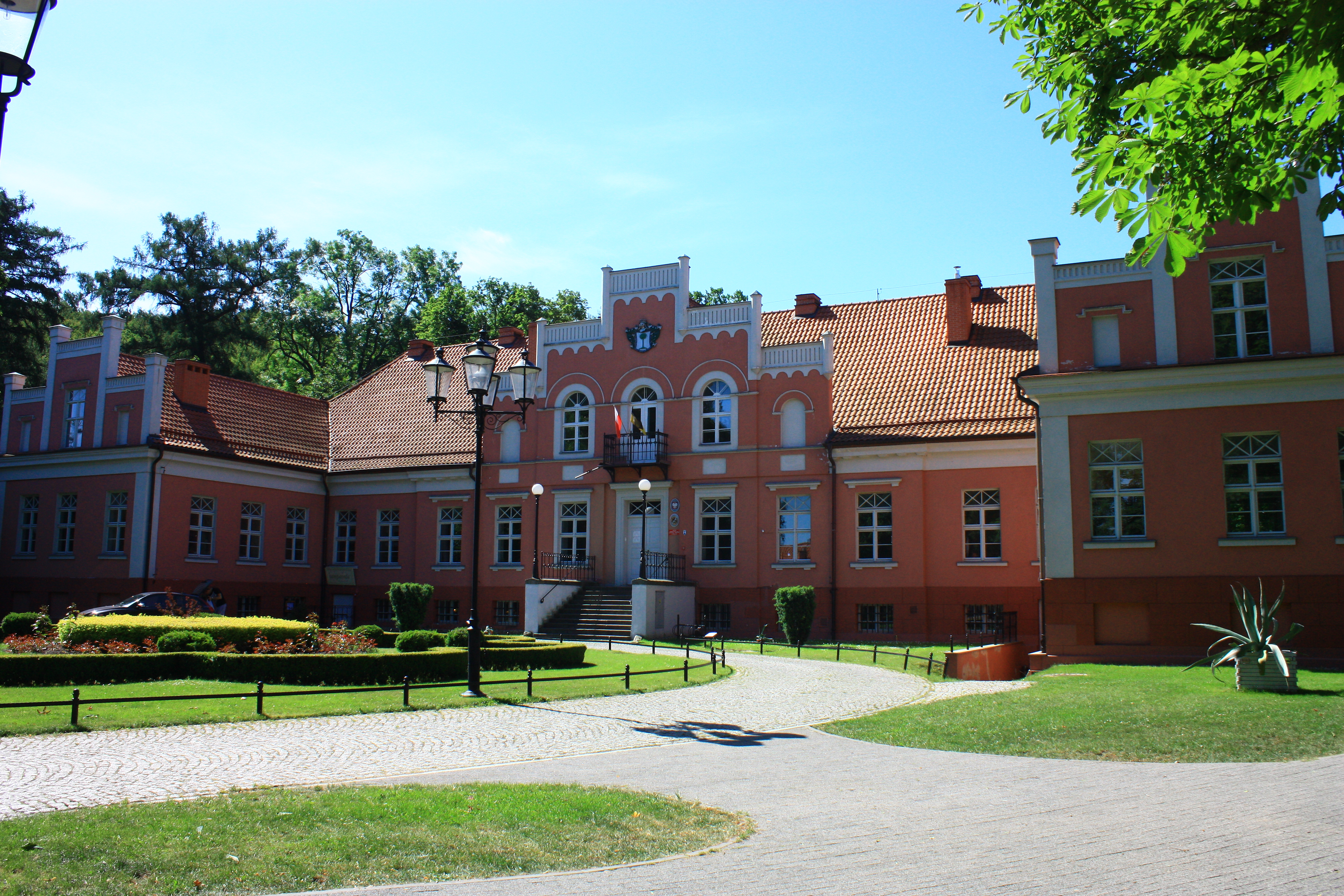
Muzeum Piśmiennictwa i Muzyki Kaszubsko-Pomorskiej w Wejherowie posiada jedne z największych zbiorów związanych z językiem pomorskim

- 1586 Duchowne piesnie D. Marcina Luthera y ynßich naboznich męzow. Zniemieckiego w Slawięsky ięzik wilozone Przes Szymana Krofea... w Gdainsku: przes Jacuba Rhode, Tetzner 1896: z tłumaczenia bytowskiego pastora ks. S. Krofeja, Słowińca (?) rodem z Dąbia.
- Przechowywany w Archiwum Państwowym w Szczecinie tekst przysięgi lennej z 1618 składanej przez szlachtę ze wschodniej części Pomorza bywa określany jako polski[27] lub kaszubski[28].
- 1643 Mały Catechism D. Marciná Lutherá Niemiecko-Wándalski ábo Slowięski to jestá z Niemieckiego języká w Słowięski wystáwiony na jáwnosc wydan..., w Gdaińsku przes Jerzego Rhetá, Gdańsk 1643. Pastor smołdziński ks. Michał Mostnik (Michał Pontanus), rodem ze Słupska.
- Perykopy smołdzinskie, opracowane i wydane przez Friedhelma Hinze(inne języki), Berlin (wschodni) 1967.
- Śpiewnik starokaszubski, opracowany i wydany przez Friedhelma Hinze, Berlin (wschodni) 1967.
- Przysięgi słowińskie z Wierzchocina.

## Właściwości języka kaszubskiego

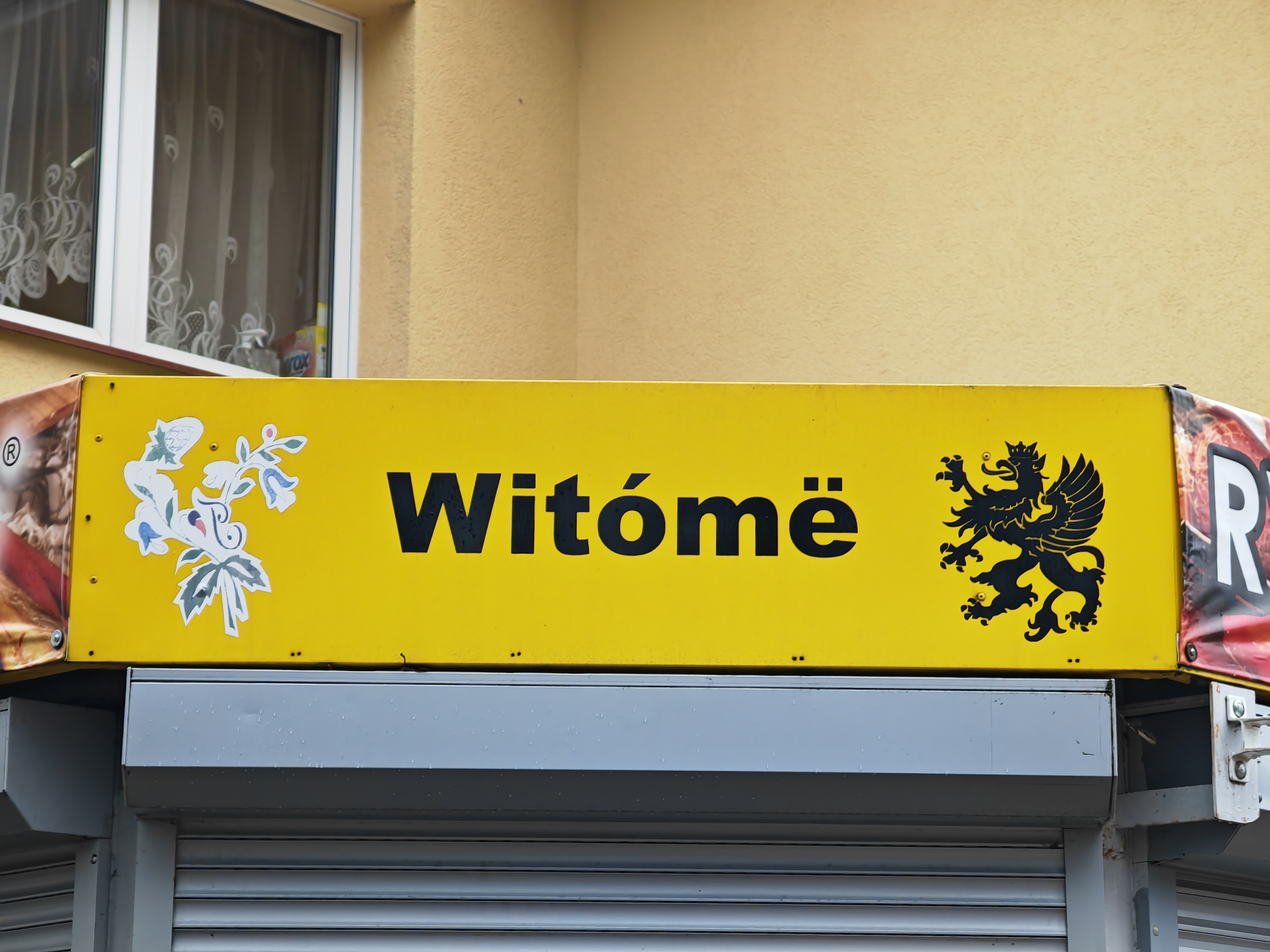
Tabliczka z napisem witómë (witamy) we Władysławowie

Etnolekt kaszubski wykazuje wiele cech wspólnych z gwarami języka polskiego i jego postacią standardową. Dla niektórych badaczy jest to dowód na brak odrębności tych form mowy, co najwyżej kaszubski jest uważany za najbardziej odrębny spośród dialektów polszczyzny. Dla innych podobieństwa te świadczą o bliskim pokrewieństwie odrębnych języków pozwalającym na łączenie ich w grupę lechicką. Tak czy inaczej, wynikają one z podobnych korzeni, a także wpływu polskiego języka literackiego oraz wzajemnych wpływów gwar kaszubskich i gwar dialektów północnopolskich. Część podobieństw jest tłumaczona przenikaniem cech z dialektów północnopolskich do kaszubszczyzny (np. afrykatyzacja miękkich spółgłosek tylnojęzykowych z gwar tucholskich) lub odwrotnie (np. kaszubienie w gwarach lubawskich).
Przejmowanie cech ogólnopolskich przez użytkowników kaszubszczyzny nazywane jest polaszeniem.
W trakcie rozwoju dialektów zachodniosłowiańskich, w tym lechickich, pewne cechy zmieniały się równolegle, podczas gdy ewolucja pozostałych podążyła inną ścieżką. W porównaniu z rekonstruowanymi cechami mów prasłowiańskich i pralechickich, w języku kaszubskim nastąpiła ewolucja do obecnego kształtu:
- częściowe utrzymanie formy TarT z prasłowiańskiego TorT: np. kaszub.: gard, parmiéń, pol.: gród, promień.
- zmiękczona spółgłoska przed ar w odmianach północnych, np. kaszub.: cwiardi, czwiôrtk, pol.: twardy, czwartek
- zanik ruchomego e w mianowniku, np. pòrénk, kùńc ‘poranek’, ‘koniec’
- kaszubienie, czyli przejście ć, ś, ź, dź w c, s, z, dz. Proces ten jest podobny do mazurzenia i jabłonkowania, np. kaszub.: swiat, zëma, zemia, rodzëc, pol.: ‘świat’, ‘zima’, ‘ziemia’, ‘rodzić’
- częściowe zlanie kontynuantów grup TelT i TolT (w różnym stopniu w zależności od gwary), np.: młoc, płoc, pol.: mleć, pleć. Częstsze w dialekcie słowińskim – młóko, wobec kaszubskiego mléko (‘mleko’)[12]
- zachowanie akcentu ruchomego w dialekcie północnym (podobnie jest niektórych innych mowach słowiańskich, np. języku rosyjskim)
- akcent inicjalny w dialektach południowych[5] (podobnie jak w kilku innych mowach zachodniosłowiańskich, np. języku staropolskim, a współcześnie w języku czeskim czy gwarach południowomałopolskich)
- przejście staropolskich krótkich *i *u *y w szwę, zapisywane jako ë, np. kaszub. lëdze, rëba, zëma, pol. ludzie, ryba, zima
- palatalizacja kaszubska – palatalizacja i afrykatyzacja spółgłosek zwartych tylnojęzykowych /k’/ i /g’/ w dziąsłowe [ʧʲ] (cz’) i [ʤʲ] (dż’). Prawdopodobnie zaszła ona w XIX w. w gwarach borowiacko-krajeńskich dialektu wielkopolskiego, rozszerzając się od południa na kaszubszczyznę, nie obejmując jej obszarów północno-zachodnich, w tym słowińskich[29]
- bylaczenie – wymowa /l/ i /ł/ ([w]) jako [l] w rejonach północno-wschodnich[12]
- realizacja /sw/ jako [sj] w okolicach Kościerzyny i na południe od Bytowa (np. sjinia ‘świnia’)[12]
- proteza przed /o/ i /u/ przez [w] na początku wyrazu (prelabializacja) lub po spółgłoskach wargowych i miękkopodniebiennych (labializacja), połączona zwykle (z wyjątkiem południowego wschodu) z wymową przednią, co daje [pwεle] (ewentualnie [pwole]), ‘pole’, [mwuxa] ‘mucha’[12], podobna do dyftongizacji w niektórych gwarach wielkopolskich
- samogłoska ô w miejscu prasłowiańskiego a długiego, podobne zmiany również zachodziły w dialektach polskich
- samogłoska é (e pochylone) jako kontynuat staropolskiego e długiego, obecna też w gwarach północnopolskich
- i niezmiękczające (w polskim i rosyjskim realizowane jako [ɨ] y)
- w przeważającej części gwar ę (e nosowe) zastąpione jest ã (a nosowym), podobne zmiany zaszły np. w gwarze kurpiowskiej, w tej jednakże uległo ono denazalizacji
- poza pozycją na końcu wyrazu pralechickie ę (odpowiadające ogólnopolskiemu ą, ę przed samogłoską miękką, ale nie przed przedniojęzykową – zob. przegłos lechicki) przechodzi w i (i ë), np. jastrzib ‘jastrząb’, midzë ‘między’, wzęti, wzic, wzëce[31]
- zmiękczona spółgłoska przed ar i ôr w gwarach północnych, np. cwiardi ‘twardy’, czwiôrtk ‘czwartek’
- ą (o nosowe) wymawia się jak ũ (u nosowe), co jest prawdopodobnie formą przejściową pomiędzy pełną nosowością a odnosowieniem, w niektórych gwarach całkowite odnosowienie, podobnie jak w dialekcie mazowieckim
- przejście nagłosowego ja- w je- i ra- w re-, tak jak we wszystkich gwarach na obszarze północnym Polski
- przejście sródgłosowego -ar- w -er-, tak jak w gwarach północnopolskich
- wymiana nagłosowego ni- na mi-, odwrotnie niż w gwarze mazurskiej
- zamiana zbitki spółgłoskowej kt w cht, np. chto ‘kto’, podobnie jak w gwarach etnolektu śląskiego i gwarze mazurskiej
- stwardnienie ń w n w gwarach południowo-zachodnich
- przejście -jd- w -ńd-, np. przińdą ‘przyjdą’, tak jak w gwarze mazurskiej
- nieskrócona końcówka czasu teraźniejszego (formy typu jô szukajã ‘szukam’) na północ od Redy (na południe formy typu jô szukôm)[12]
- obecność licznych germanizmów, zwłaszcza dolnoniemieckich (podobnie jak w innych dialektach i językach nadbałtyckich obszarów kolonizacji niemieckiej). Leksykalne zapożyczenia językowe zwykle dotyczą gospodarki domowej i rolnej oraz człowieka. Stanowią ok. 5% słownictwa, przy czym są wśród nich zarówno zapożyczenia z czasów prasłowiańskich, zachowane również w innych językach słowiańskich, jak i zapożyczenia nowsze – charakterystyczne bądź dla kilku etnolektów z kręgu języka polskiego będących pod wpływem niemczyzny (np. draszowac ‘młócić’), bądź specyficzne wyłącznie dla kaszubszczyzny (np. halac ‘przynieść’)[32]
- obecność sporadycznych bałtyzmów, głównie pochodzących z języka staropruskiego[5], przy czym część słów tak określanych przez niektórych badaczy może pochodzić z czasów wspólnoty bałto-słowiańskiej lub praindoeuropejskiej (nie jest więc zapożyczeniami)[33]
- częstsze niż w polszczyźnie występowanie orzeczenia po dopełnieniu, przez co zdania często kończą się czasownikiem[12].

## Fonetyka

### Samogłoski
|                | Przednie | Centralne | Tylne |
| -------------- | -------- | --------- | ----- |
| Przymknięte    | i        | ʉ         | u     |
| Półprzymknięte | e        |           | o•õ   |
| Średnia        |          | ə         |       |
| Półotwarte     | ɛ        | ɞ         | ɔ     |
| Otwarte        |          | ä•ã       |       |

| i    | dic      |
| u    | dłudżi   |
| (w)ʉ | kùńc     |
| õ    | bączk    |
| e    | dzéń     |
| o    | lód      |
| ə    | żëc      |
| ɛ    | lewi     |
| ɞ    | nôdeja   |
| ɔ    | jo       |
| ä    | madac    |
| ã    | sãzabicé |

- Wymowa <é>oraz <ó>waha się w zależności od dialektu. <é>może być wymawiane jako [e,ej,i,ɨ], zaś <ó>jak [o,ɔ,u][34],
- Wymowa <ã>oraz <ą>waha się w zależności od dialektu. <ã>może być wymawiane jako [ã,ɛ̃], zaś <ą>jak [õ,ũ,ɔ̃][34],

### Spółgłoski
|                     | Dwuwargowe | Dwuwargowe    | Wargowo- zębowe | Wargowo- zębowe | Zębowe     | Zębowe        | Dziąsłowe  | Dziąsłowe     | Zadziąsłowe | Zadziąsłowe | Podniebienne  | Miękko- podniebienne | Miękko- podniebienne |
| Niezmiękczone       | Zmiękczone | Niezmiękczone | Zmiękczone      | Niezmiękczone   | Zmiękczone | Niezmiękczone | Zmiękczone | Niezmiękczone | Zmiękczone  |             | Niezmiękczone | Zmiękczone           |                      |
| ------------------- | ---------- | ------------- | --------------- | --------------- | ---------- | ------------- | ---------- | ------------- | ----------- | ----------- | ------------- | -------------------- | -------------------- |
| Zwarte              | p b        | pʲ bʲ         |                 |                 | t̪ d̪        | t̪ʲ d̪ʲ         |            |               |             |             |               | k ɡ                  |                      |
| Zwarto- szczelinowe |            |               |                 |                 | t̪͡s̪ d̪͡z̪      |               |            | t͡ʃʲ d͡ʒʲ       |             |             |               |                      |                      |
| Szczelinowe         |            |               | f v             | fʲ vʲ           | s̪ z̪        |               |            |               | [ʃ] ʒ       | ʃʲ ʒʲ       |               | x                    |                      |
| Nosowe              | m          | mʲ            |                 |                 | n̪          |               |            |               |             |             | ɲ             | [ŋ]                  |                      |
| Półotwarte          |            |               |                 |                 |            |               |            |               |             |             | j             | w                    |                      |
| Drżące              |            |               |                 |                 |            |               | r          | rʲ            |             |             |               |                      |                      |
| Boczne              |            |               |                 |                 |            |               | l          | lʲ            |             |             |               |                      |                      |

| p  | pùjk       | f  | familëjô    | b   | bãbòruszk  |
| pʲ | piéck      | l  | lëtewka     | fʲ  | fioletowi  |
| bʲ | biôłi      | vʲ | wiodro      | m   | mërmòt     |
| t̪  | tãchnik    | s̪  | samòòbarniô | mʲ  | miarznąc   |
| d̪  | darżëszcze | z̪  | zdrzëcënk   | lʲ  | paliatiwny |
| ʃ  | krzón      | n̪  | nazmëszlac  | rʲ  | bariatrijô |
| ʒ  | rzôdczëzna | v  | wëbaczic    | j   | jadro      |
| k  | kam        | ʃʲ | szemroch    | t͡ʃʲ | czwikłowi  |
| g  | gãs        | ʒʲ | żót         | d͡ʒʲ | dżib       |
| ŋ  | bank       | r  | rëbôk       | t̪ʲ  | tiara      |
| t̪͡s̪ | cëcac      | x  | chaja       | ɲ   | nieżët     |
| d̪͡z̪ | dze        | w  | łżëkwiat    | d̪ʲ  | diamańt    |

- Dźwięk /ł/ w pewnych dialektach może być realizowany przez starszych ludzi jako [ɫ]. W gwarach bylaczących brzmi jak [l][34].
- Niektórzy ludzie wymawiają /dż,cz,ż,sz/ bez palatalizacji.
- Niektórzy ludzie wymawiają /rz/ jako [r̝][34].
- Czasami wśród starszego pokolenia można spotkać się z wymową litery h jako [h,ɦ,ɣ] w opozycji do dwuznaku ch czytanego jak [x][34].
- Z rzadka mieszkańcy Gdańska i okolic wymawiają dźwięk /ń/ jako zbitkę [jn][34].

### Akcent
Pośród osób posługujących się północnymi dialektami (w tym wymarłą gwarą słowińską) akcent jest swobodny i częściowo ruchomy. Badania językoznawcze nad dialektami północnymi są ważne dla rekonstrukcji pierwotnego akcentu w języku prasłowiańskim.
Dla gwar środkowokaszubskich reprezentatywny jest akcent swobodny nieruchomy.
Użytkownicy gwar południowych posługują się stałym akcentem inicjalnym (występującym również w języku czeskim, słowackim, staropolskim oraz w gwarze góralskiej).

## Zróżnicowanie wewnętrzne

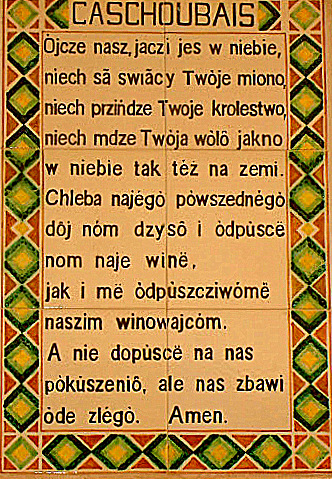
Jerozolima, „Ojcze Nasz” w języku kaszubskim w kościele Pater Noster na Górze Oliwnej

Etnolekt kaszubski, pomimo występowania na stosunkowo niewielkim obszarze, jest bardzo zróżnicowany wewnętrznie. Poszczególne gwary są łączone w zespoły gwarowe, nieco odmiennie ujmowane przez różnych badaczy. Według jednego z nich w połowie XX w. dzielił się na następujące zespoły gwarowe:
- gwary północnokaszubskie: słowińska, kabacka, osiecka, żarnowiecka, gniewińsko-salińska, bylackie (pucka, chałupska, oksywska), luzińsko-wejherowska, lesacka, kieleńska
- gwary środkowokaszubskie: strzepska, żukowska, kartusko-goręczyńska, przywidzka, stężycka, sierakowsko-gowidlińska, sulęczyńśka, studzienicka, borzyszkowska
- gwary południowokaszubskie: kościerska, lipuska, brusko-wielewska, konarska

Z kolei w Dialektach i gwarach polskich wymienione są
- gwary bylackie
- gwara słowińska †
- gwara Kabatków (główczycka) †
- gwary zaborskie
- gwary tucholskie i gwary krajniackie jako przejściowe z dialektem wielkopolskim, które jednak powszechnie zaliczane są do gwar bezsprzecznie polskich (dialekt wielkopolski)[39].

## Język kaszubski a język pomorski

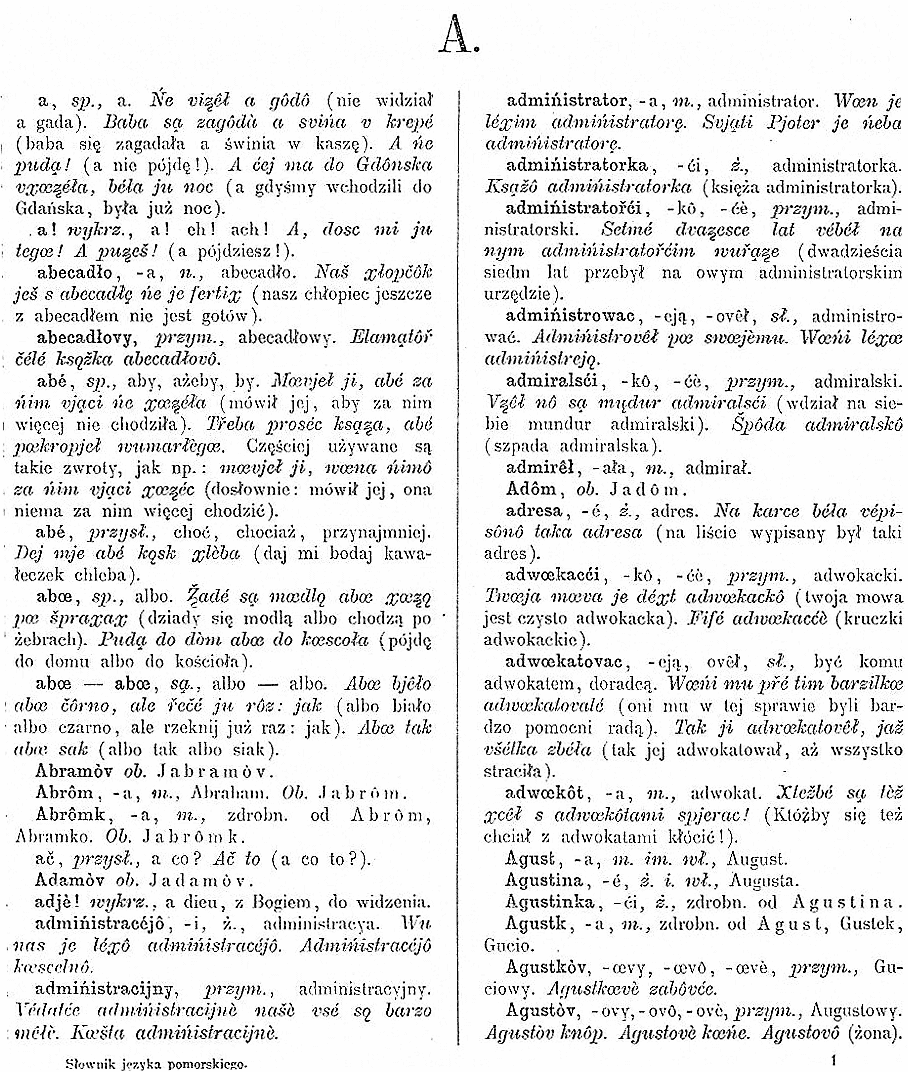
Fragment Słownika języka pomorskiego, czyli kaszubskiego Stefana Ramułta, wydanego w Krakowie w 1893 roku

Pojęcie języka kaszubskiego często bywa utożsamiane z językiem pomorskim, choć kaszubszczyzna jest faktycznie tylko zespołem należących do niego dialektów. Istnienie kilku nazw oznaczających ten sam język oraz identyfikowanie całego języka z jego najsilniejszym dialektem ma czasami miejsce w przypadku języków mniejszościowych, które są silnie zróżnicowane i które na skutek niesprzyjających czynników politycznych nie były w stanie wytworzyć ogólnego języka standardowego i zdobyć mocnej pozycji w państwie, w którym są używane.
Podobna sytuacja jak w języku pomorskim ma miejsce np. w języku okcytańskim i dolnoniemieckim. Język okcytański często bywa nazywany językiem prowansalskim. Dialekty prowansalskie są jedynie częścią języka okcytańskiego, ale mają najsilniejszą tradycję literacką. Język dolnoniemiecki (Nedderdüütsch, Plattdüütsch) często utożsamia się z jego dialektem dolnosaksońskim (Neddersassisch, Low Saxon), gdyż ta odmiana ma znacznie silniejszą pozycję od pozostałych.
Po wymarciu słowińszczyzny oraz wszystkich innych dialektów pomorskich poza kaszubszczyzną w odniesieniu do języka Pomorzan dzisiaj najczęściej używany bywa termin „język kaszubski”. Pochodzenie nazw „Kaszubi” i „kaszubski” oraz sposób, w jaki one przeszły w ciągu wieków z okolic Koszalina na Pomorze Gdańskie, są wciąż zagadką dla uczonych. Żadna z dotychczasowych teorii nie spotkała się z ogólną akceptacją. Nic nie wskazuje jednak na to, żeby doszło do wędrówek Pomorzan z okolic Koszalina na Pomorze Gdańskie.
Pewne jest natomiast, że w średniowieczu mieszkańcy Pomorza Gdańskiego będący przodkami dzisiejszych Kaszubów nie określali się jako Kaszubi, jednak źródła ocalałe do naszych czasów nie wspominają, jak nazywali oni swoją mowę. Dzięki analizie nazw geograficznych występujących w źródłach pisanych wiadomo natomiast, że we wczesnym średniowieczu ludność słowiańska całego Pomorza mówiła dialektami jednego języka. Dzisiaj dialekty te w językoznawstwie najczęściej określa się mianem „dialektów pomorskich”. Wiadomo z kronik historycznych również, że jedyną wspólną nazwą dla tego całego obszaru było „Pomorze”, a dla ludności która go zamieszkiwała – „Pomorzanie”.
Wraz z postępem germanizacji Pomorza Zachodniego określenia pommersch (pomorski) i Pommern (Pomorzacy) zaczęła używać w odniesieniu do siebie ludność niemiecka (kolonizatorzy) i zgermanizowani potomkowie słowiańskich Pomorzan. Na określenie tej części ludności Pomorza, która trwała przy słowiańskim języku, nazewnictwo niemieckie używało słów Wenden (Wendowie) i Kaschuben (Kaszubi). Występowanie tych dwóch nazw przesuwało się na wschód w miarę, jak od zachodu następował zanik słowiańskiego charakteru Pomorza.
W roku 1850, w przedmowie do swojego słowniczka kaszubsko-rosyjskiego Florian Ceynowa o języku Słowian nadbałtyckich napisał m.in.:
Zazwyczaj nazywa się go językiem kaszubskim, chociaż nazwa dialekt pomorsko-słowiański (pómórzko-słovjanskje narzecze) byłaby dla niego właściwsza.
(Słowo „dialekt” zostało użyte tu przez Ceynowę prawdopodobnie pod wpływem panslawizmu, którego zwolennikiem był on przez pewien czas, a który traktował wszystkie mowy słowiańskie jako dialekty jednego języka słowiańskiego). W swoich późniejszych pracach Ceynowa jednak określał najczęściej swój język jako „kaszébsko-słovjinsko móva”.
W roku 1893 do wczesnej historii Pomorza nawiązał językoznawca z Uniwersytetu Jagiellońskiego, Stefan Ramułt, wydając Słownik języka pomorskiego, czyli kaszubskiego. W przedmowie Ramułt napisał m.in.:
(...) A gdy Kaszubi niczem innem nie są, jak tylko bezpośrednimi potomkami Pomorzan, jest zupełna racya używania wyrazów «pomorski» i «kaszubski», jako synonimów, tem więcej, że są inne jeszcze powody, za tem przemawiające.
oraz:
(...) jedyną pozostałością potężnego ongi szczepu pomorskiego są dzisiaj tylko Kaszubi i Słowieńcy, którzy też są wyłącznymi dziedzicami nazwy Pomorzan.
Do słownika Stefana Ramułta odwoływał się Friedrich Lorentz, autor m.in. Gramatyki pomorskiej i Geschichte der pomoranischen (kaschubischen) Sprache (Historia języka pomorskiego (kaszubskiego)). Kontynuatorem dzieła Lorentza był Friedhelm Hinze. Po śmierci Lorentza Hinze wydał na podstawie jego materiałów wielki słownik pomorski w 5 tomach (Pomoranisches Wörterbuch).
Niemniej jednak pojęcie języka pomorskiego nie jest często używane w językoznawstwie, zarówno ze względu na to, iż nie jest pojęciem jednoznacznym, jak również z powodu tego, iż powstało ono w wyniku hipotez, a nie gruntownych badań naukowych. Wczesne wymarcie gwar zachodniopomorskich, niemożność ustalenia dokładnego zasięgu skupiska plemiennego Pomorzan, mieszanie się ludności germańskiej i słowiańskiej uniemożliwiają precyzyjne ustalenie więzi pomiędzy Pomorzem Zachodnim a Wschodnim, zwłaszcza w późniejszych okresach. W związku z tym mówi się raczej o dialektach/językach pomorskich (jeśli nie traktuje się ich jako dialektów języka polskiego), a pojęcie to z tych samych powodów uznawane jest za nieprecyzyjne. Dodatkowo, w związku z małą znajomością charakterystyki gwar zachodniopomorskich, nie są one traktowane jako język odrębny od polszczyzny czy kaszubszczyzny. Zachodnia pomorszczyzna nie ma także przydzielonego kodu ISO, w przeciwieństwie do wielu języków wymarłych. Nie ma go również język pomorski jako całość. Z drugiej jednak strony, nie można traktować tego samego języka, ale o innych zasięgach terytorialnych na przestrzeni czasu, jako nietożsame etnolekty. Wobec tego w sensie czysto językoznawczym określenie język pomorski jest w pełni synonimiczne do pojęcia języka kaszubskiego, przy czym z powodu częstszego użycia przymiotnika kaszubski (które mogło w przeszłości odnosić się do wszystkich słowiańskich Pomorzan) przez językoznawców, historyków i samych użytkowników, częstszą, a obecnie też i oficjalną nazwą jest język kaszubski.
W przypadku gdy kaszubszczyznę opisuje się jako dialekt języka polskiego, określa się ją czasami jako dialekt pomorski, analogicznie do określenia język pomorski.

## Kaszubszczyzna a język polski

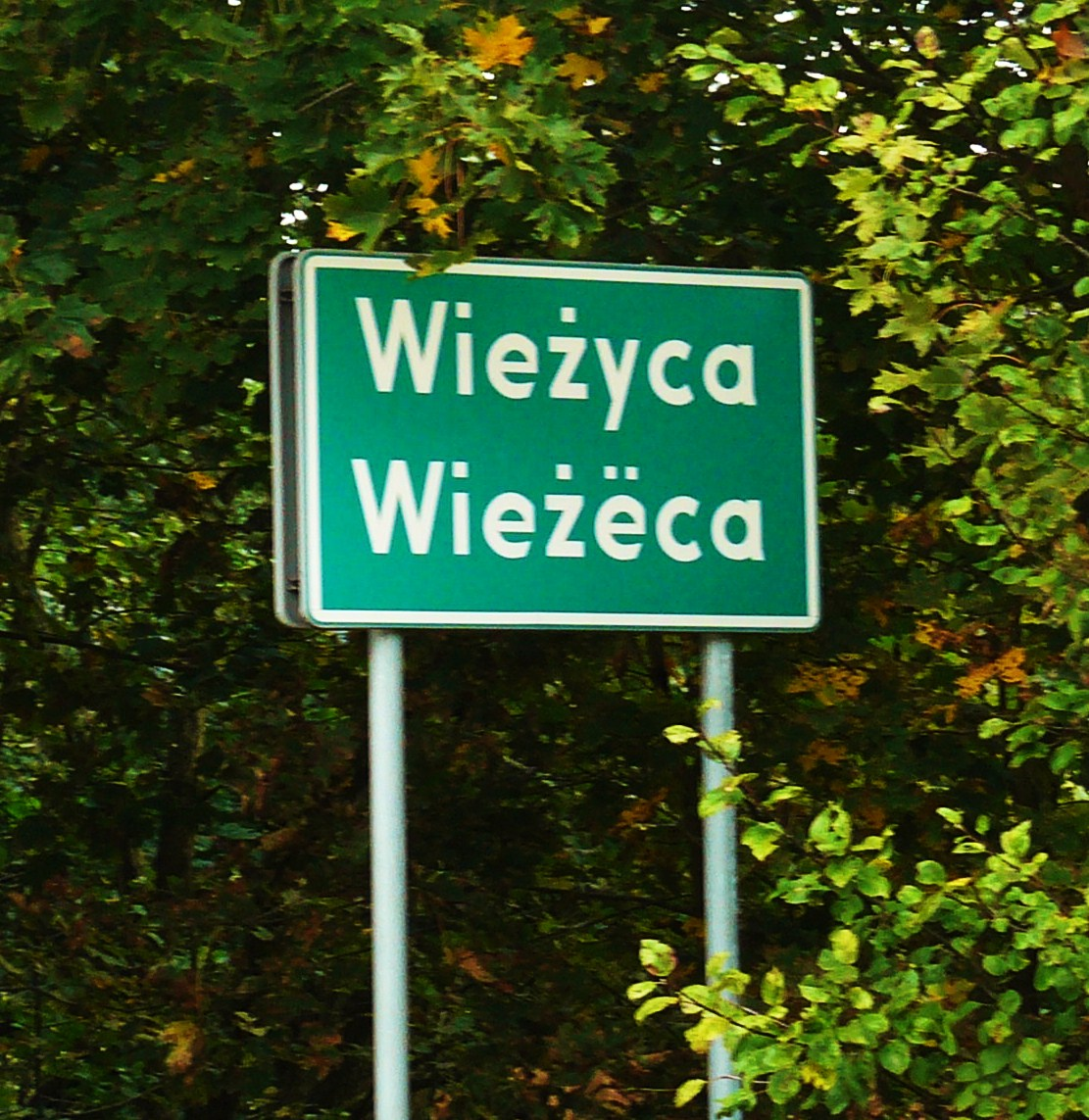
Tablica informacyjna w dwóch językach: polskim i kaszubskim

Spory co do przynależności kaszubszczyzny do dialektów języka polskiego trwają od dawna i jeszcze nie został w tej sprawie zawarty kompromis. Co prawda język kaszubski został na mocy ustawy uznany w Polsce za język regionalny, ale nie przekonuje to wszystkich językoznawców o jego rzeczywistej samodzielności. Głównym argumentem za odrębnością od polszczyzny jest fakt, że kaszubski znacznie różni się od ogólnonarodowej postaci polszczyzny. Gdy jednak porównuje się południowe dialekty kaszubskie z gwarami północnymi Wielkopolski lub Mazowsza, odnajduje się więcej podobieństw, a co za tym idzie – wyróżnić można mniej cech charakterystycznych dla całego obszaru kaszubszczyzny, a nie występujących w ogóle w innych dialektach polskich.
Zasadne jest również historyczne ujmowanie etnolektu kaszubskiego wraz ze staropolszczyzną (według Aleksandra Brücknera i innych), gdyż większość cech dystynktywnych kaszubszczyzny (szwa kaszubska, kaszubienie) pojawia się dopiero po okresie staropolskim. Są jednak i takie cechy języka kaszubskiego, których rodowód jest znacznie starszy i świadczy o specyficznych drogach rozwoju języka Słowian nadbałtyckich już w okresie wyodrębniania się języków słowiańskich z języka prasłowiańskiego. Taką cechą jest utrzymanie grupy TarT z prasłowiańskiego TărT (gard, por. pol. gród), czyli brak metatezy, która jest datowana na VIII/IX wiek, stanowiąc najstarszy symptom rozpadu języka prasłowiańskiego. Kaszubski, tak jak wymarłe gwary zachodniopomorskie, wykazuje pewne podobieństwa względem połabszczyzny, co spowodowane jest wielowiekowym sąsiedztwem obu tych języków, ale dominują w nim cechy wschodniolechickie (staropolskie).
Związki kaszubszczyzny z polszczyzną mają wymiar nie tylko lingwistyczny, ale też kulturowy. Ich uwypuklanie może wiązać się z ogólną działalnością na rzecz wiązania Pomorza z Polską, zwłaszcza wobec przeciwnych procesów germanizacyjnych. Przykładowo, Krzysztof Celestyn Mrongowiusz, wyrażając swój pogląd o relacji kaszubszczyzny z językiem polskim, odwołał się do stosunków dialektów niemieckich do odmiany ogólnoniemieckiej: „język kaszubski [...] stanowi jedynie dialekt polskiego języka literackiego (hochpolnisch) i jest mu nawet bliższy aniżeli dialekt bawarski lub saski niemieckiemu językowi literackiemu”.
Językoznawca Jan Baudouin de Courtenay przy opisach zróżnicowania geograficznego języka polskiego podkreślał, że status kaszubszczyzny jest sporny, i gwarom kaszubskim przeciwstawiał gwary bezsprzecznie polskie. Pisząc o historii języka polskiego między etapem wyłącznie polskim a wspólnym dla wszystkich Słowian zachodnich, umieścił etap wspólnoty lechickiej tworzonej przez Polaków w ścisłym znaczeniu, Kaszubo-Słowińców, Pomorzan (zachodnich) i Połabian. Docenił również próbę opracowania pisowni kaszubskiej dokonaną przez Stefana Ramułta.
Jan Karłowicz w swej publikacji pod tytułem „Gwara kaszubska” próbował obalić większość argumentów językoznawczych za odrębnością kaszubszczyzny od języka polskiego, głoszonych głównie przez Baudouina de Courtenay. Etnograf ten doszukiwał się cech etnolektu kaszubskiego, których nie ma w języku literackim, w dialektach języka polskiego. Zauważył, że innowacyjne stwardnienie spółgłosek ć, ś, ź i dź, zwane w przypadku kaszubszczyzny kaszubieniem, występuje również w dialekcie północnokresowym w gwarze Kowna i zasugerował, że powodem wystąpienia tego zjawiska jest wpływ obcego języka (odpowiednio dolnoniemieckiego i litewskiego) na polszczyznę.
W Dialektach i gwarach polskich jako argumenty za uznaniem kaszubszczyzny za dialekt języka polskiego podano fakt, że na terenie kaszubskim z krzyżujących się tendencji zachodniolechickich (połabskich) i wschodniolechickich (polskich) przeważały zawsze te ostatnie. Do cech wspólnych z dialektami Polski północnej należy fonetyka międzywyrazowa ubezdźwięczniająca, zmieszanie i z y, przejście nagłosowego ja- w je- i ra- w re-, zanik ruchomego e w końcówkach typu -ek (współcześnie pozostało tylko w kaszubszczyźnie), twarda wymowa l przed i, asynchroniczna wymowa spółgłosek wargowych miękkich. Z dialektem wielkopolskim mowę kaszubską łączy dyftongiczna wymowa samogłosek, pomieszanie nagłosowego o- z wo-, brak mazurzenia i formy typu strzoda, zdrzódło.
W Dialektach polskich Karol Dejna klasyfikuje kaszubszczyznę jako dialekt języka polskiego, z tym że dzieli polski obszar dialektalny na dwie grupy: dialekty środkowolechickie (pomorskie) i wschodniolechickie (lądowe). Zaznacza, że grupę środkowolechicką stanowią dialekty przejściowe z językiem połabskim, ale ówczesna sytuacja polityczna Pomorza doprowadziła do zbliżenia się kaszubszczyzny do dialektów Polski kontynentalnej.
Aleksander Brückner uważał że: „język kaszubski jest gwarą staropolską, biorącą udział nawet w późnym rozwoju językowym polskim i od polszczyzny odrywać go nie można; stanowi pomost od nadnoteckiej polszczyzny ku coraz dalszym, a wskutek tego i odrębniejszym gwarom, od których niegdyś Pomorze, Marchie, Meklemburg aż za samą Łabę do Starej Marchii i Lüneburgu rozbrzmiewały, gdy te ziemie jeszcze słowiańskimi były; wymarli tam Słowianie ostatecznie dopiero w XVI i XVII”.
Kazimierz Nitsch wyrażał pogląd, iż kaszubszczyzna jest dialektem języka polskiego, a jej znaczna odmienność od języka literackiego wynika z peryferyjnego niegdyś położenia Kaszub.
Opinia popularyzatora wiedzy o języku polskim, Jana Miodka, brzmi: „kaszubszczyzna to absolutnie gwara i jako taka niech sobie króluje w domach, w szkole na określonych lekcjach, w zespołach folklorystycznych”, przeciwko czemu zaprotestował historyk języka polskiego Edward Breza.
Jerzy Bralczyk akceptuje traktowanie kaszubszczyzny jako odrębnego języka (w przeciwieństwie do etnolektu śląskiego).
Tapani Salminen, uczestniczący w tworzeniu Atlasu Zagrożonych Języków Świata UNESCO jako autor jego „europejskiej” części, uznaje kaszubski za odrębny język (w przypadku śląskiego i góralskiego stwierdził, że są one dialektami polszczyzny).
Hanna Dalewska-Greń uważa, że język literacki oparty na dialektach kaszubskich można uznać za mikrojęzyk.
W serwisie „Gwary polskie. Przewodnik multimedialny” opracowanym przez językoznawców z Zakładu Historii Języka Polskiego i Dialektologii Uniwersytetu Warszawskiego oraz Towarzystwo Kultury Języka kaszubszczyznę potraktowano jak odrębny język, niewchodzący w skład dialektów języka polskiego, aczkolwiek nie podano ku temu żadnych argumentów językoznawczych. W ramach wydawanej od 1997 roku przez Uniwersytet Opolski serii „Najnowsze dzieje języków słowiańskich”, której kolejne tomy poświęcone są poszczególnym językom słowiańskim, kaszubszczyznę potraktowano odrębnie, wydając oddzielny tom jej dotyczący.

## Dialekty pomorskie a sąsiednie dialekty

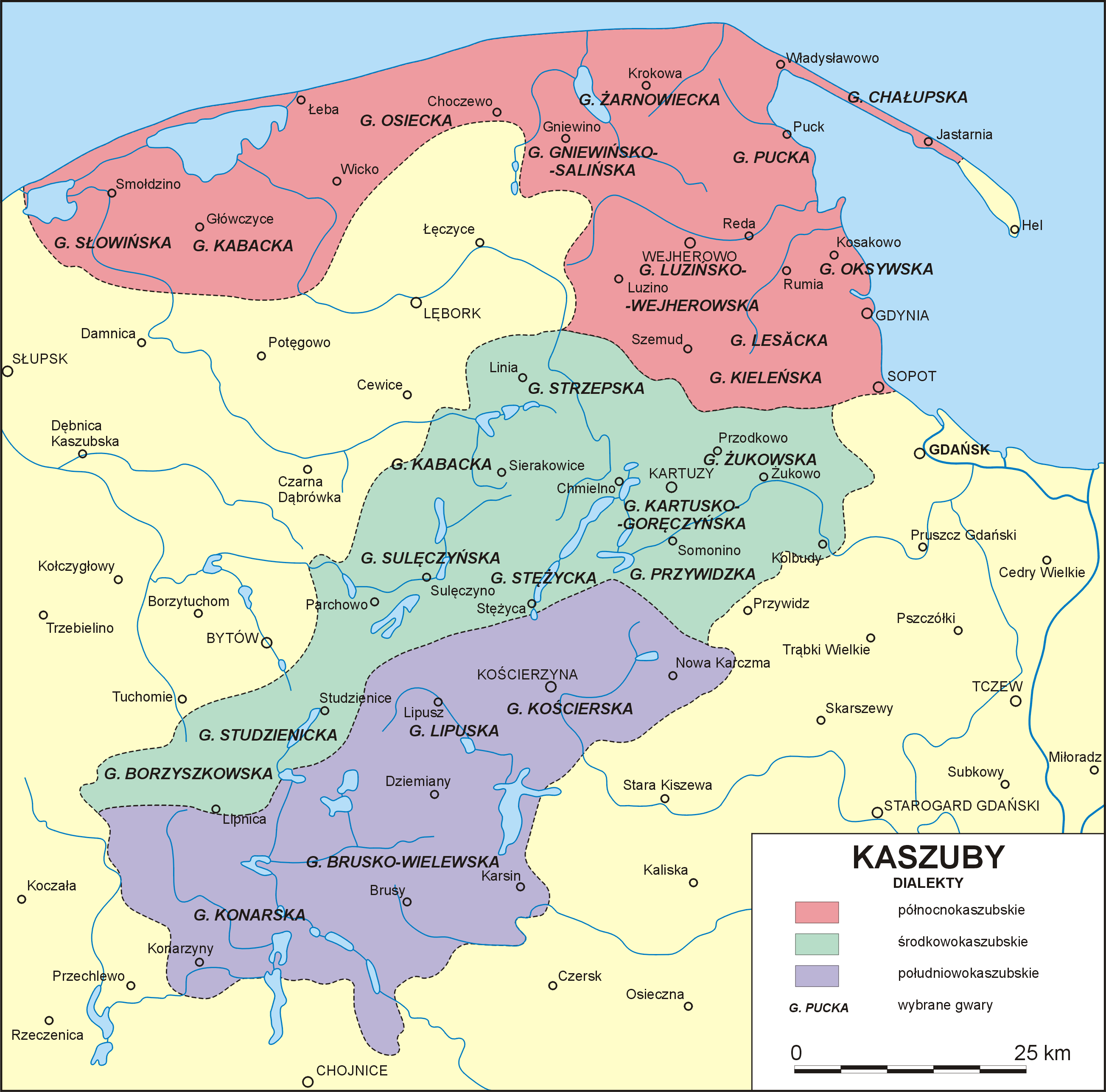
Dialekty kaszubskie na początku XX wieku według F. Lorentza

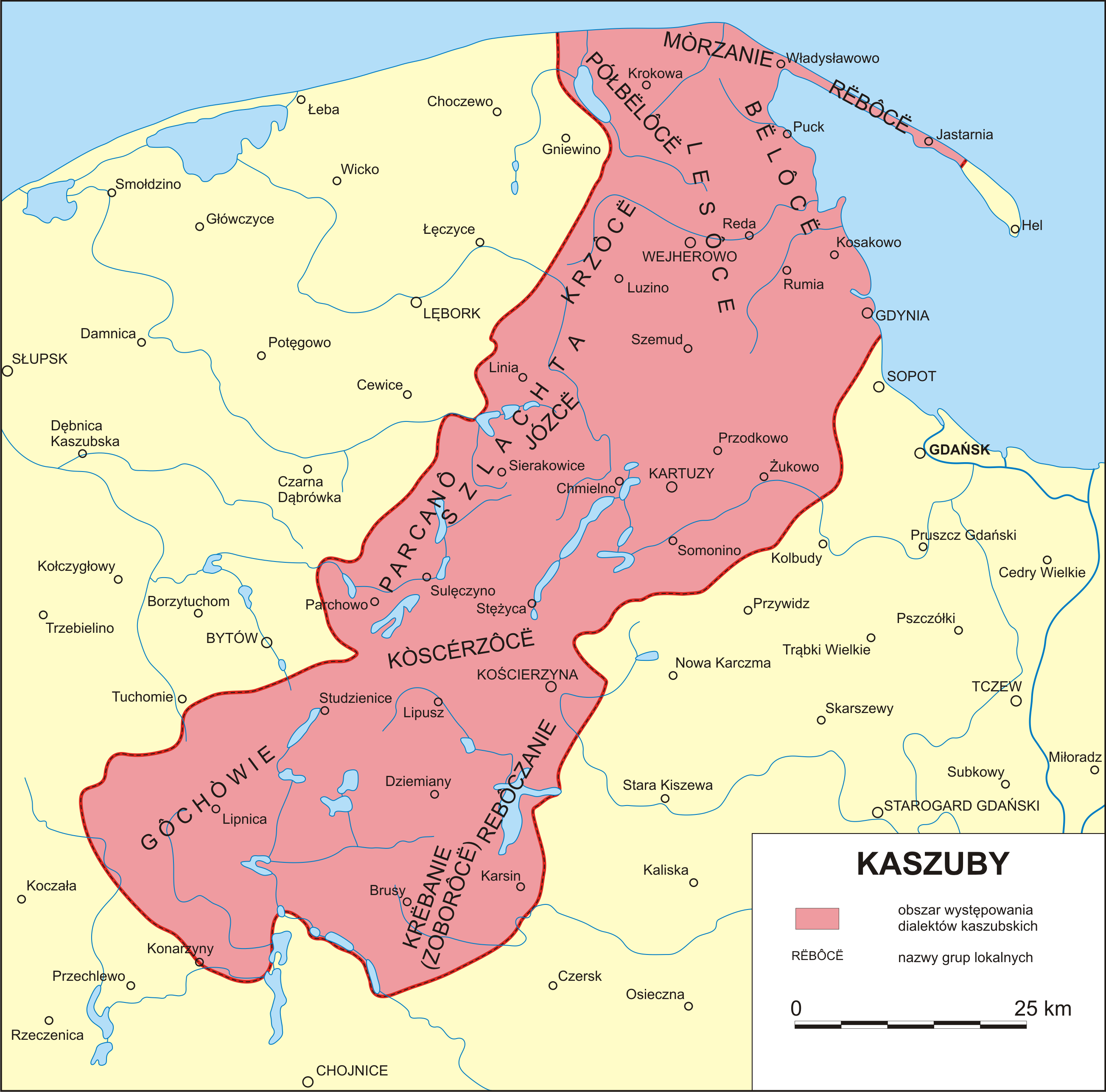
Występowanie grup lokalnych na obszarze dialektów kaszubskich według Bernarda Sychty

Zespół dialektów pomorskich, znajdując się w kontinuum dialektalnym języków lechickich, ma związki z lektami ludności sąsiedniej. Oprócz wyraźnych ośrodków wschodniolechickiego (polskiego) i zachodniolechickiego (połabski), językoznawcy wymieniają niekiedy łańcuch dialektów centralnych z północnych Niemiec i Polski obejmujący dialekty kaszubskie. Wskazuje to na przejściowy charakter tych dialektów, które mogą dzielić część cech z sąsiednimi, pokrewnymi dialektami. Dialekty kaszubsko-słowińskie miały wpływ na kształtowanie się sąsiednich gwar i dialektów języka polskiego: kociewskiego, borowiackiego i krajniackiego. Dzisiejsza przynależność tychże do polszczyzny nie podlega wątpliwości, ale posiadają one również cechy wspólne z językiem pomorskim, co świadczy o ich przejściowym charakterze. Wspólną cechą gwar kociewskich z kaszubszczyzną jest np. szczątkowo zachowana tzw. grupa „TarT” (w takich wyrazach jak parmiéń, Starogard itp.). Również pewna część leksyki gwar kociewskich jest wspólna z kaszubszczyzną, np. nórt, stark, iścić sia. Gwary borowiackie z pomorskim obszarem językowym łączy np. afrykatyzacja spółgłosek tylnojęzykowych, np. taczi dłudżi (‘taki długi’). To z kolei jest obecnie interpretowane jako innowacja powstała w gwarach północnowielkopolskich, którą kaszubszczyzna przejęła. Wpływ kaszubszczyzny za pośrednictwem polskich gwar nadwiślańskich sięga aż do gwary lubawskiej.
Język pomorski wywarł również pewien wpływ na gwary języka dolnoniemieckiego używane na Pomorzu. Po germanizacji Pomorza Zachodniego mową tamtejszej ludności stały się dialekty dolnoniemieckie, jednak wykształciły się one na substracie pomorskim (słowiańskim).
Wpływ języka niemieckiego, zwłaszcza dolnoniemieckiego, najbardziej zauważalny jest w leksyce, sięgając 5% słów (w porównaniu – standardowy język polski zawiera ok. 3% germanizmów). Są też pewne wpływy dotyczące składni.
Istnieje opinia, że w kaszubszczyźnie zauważalne są ślady pruskiego (bałtyjskiego) substratu językowego.